# It's a Mad, Mad, Mad, Mad World
It's a Mad, Mad, Mad, Mad World (no Brasil Deu a Louca no Mundo; e em Portugal O Mundo Maluco) é um filme de comédia épico norte-americano de 1963, produzido e dirigido por Stanley Kramer. Estrelado por um grande elenco de estrelas, o filme narra as peripécias enfrentadas por um grupo de pessoas, testemunhas de um acidente de carro em uma rodovia, que, ao socorrer o acidentado acabam se envolvendo numa corrida por US$ 350.000 em dinheiro escondidos em um local próximo do lado oeste da fronteira entre os Estados Unidos e México. O longa estreou nos cinemas dos Estados Unidos em 7 de novembro de 1963. O elenco do filme apresenta Spencer Tracy, Edie Adams, Milton Berle, Sid Caesar, Buddy Hackett, Ethel Merman, Mickey Rooney, Phil Silvers, Terry-Thomas e Jonathan Winters nos papéis dos desastrados personagens.
Foi a primeira vez que Kramer dirigiu uma comédia, embora tenha produzido So This Is New York em 1948. Ele é mais conhecido por produzir e dirigir filmes de drama sobre problemas sociais, como The Defiant Ones, Inherit the Wind, Judgment at Nuremberg, e Guess Who's Coming to Dinner. Esta primeira tentativa de dirigir uma comédia deu muito certo para Kramer, uma vez que It's a Mad, Mad, Mad, Mad World tornou-se um sucesso crítico e comercial em 1963, chegando a ser indicado em seis categorias do Óscar, vencendo a estatueta de Melhor Edição de Som, além de ser indicado para dois Globos de Ouro. It's a Mad, Mad, Mad, Mad World está incluso na lista das melhores comédias estadunidenses segundo o American Film Institute, ocupando a posição de número 40.
Apesar disso, o filme sofreu cortes severos por parte da empresa distribuidora, a United Artists, para dar ao filme um tempo de duração mais curto apropriado para seu lançamento nos cinemas. Os cortes foram feitos contra a vontade de Stanley Kramer. As cenas deletadas acabaram se deteriorando seriamente ao longo das décadas, tornando-as praticamente impossível restaurá-las. Em 15 de outubro de 2013, no entanto, foi anunciado que a empresa The Criterion Collection havia se unido a Metro-Goldwyn-Mayer e a United Artists num projeto do especialista em restauração de filmes, Robert A. Harris, para tentar a restauração das imagens perdidas. It's a Mad, Mad, Mad, Mad World foi lançado em um pacote de combo Blu-Ray/DVD de "Formato Duplo" de cinco discos no dia 21 de janeiro de 2014 na América do Norte totalmente remasterizado.

### Filmagens

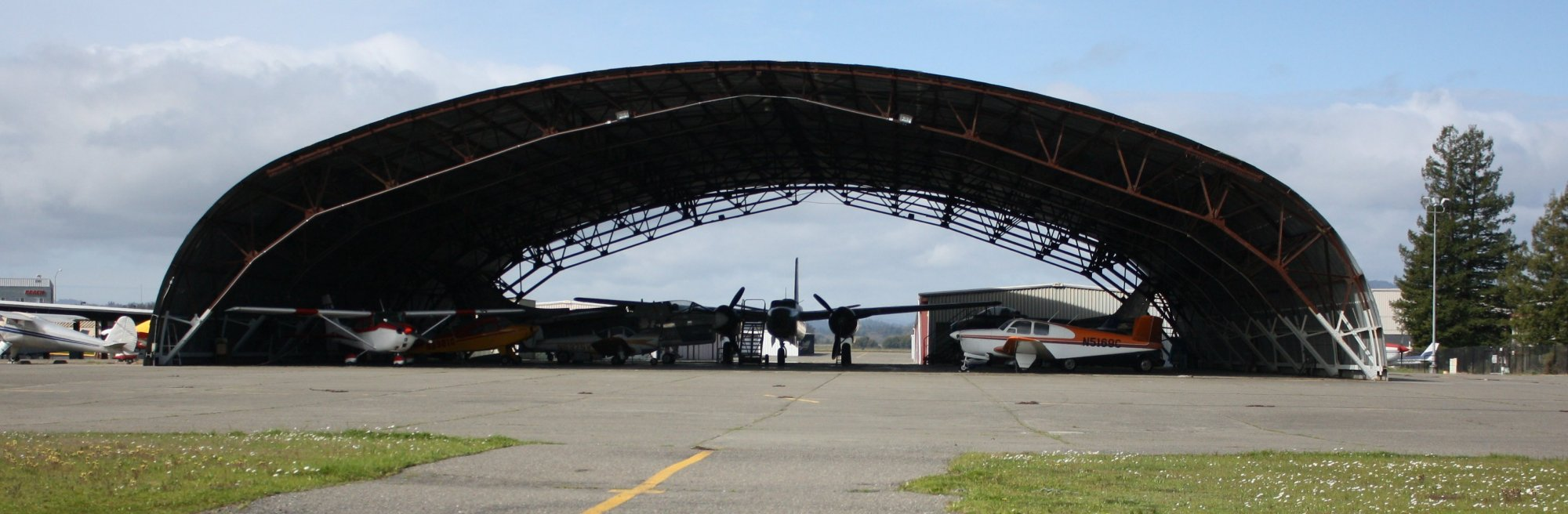
Hangar do Aeroporto Charles M. Schulz onde foi gravada a cena em que a dupla Bell e Benjamin voam com o avião fretado por eles através deste.

## Enredo
"Smiler" Grogan, um ex-condenado procurado pela polícia por um assalto a uma fábrica de atum há quinze anos e atualmente em fuga está correndo com seu carro pela Rota 74 próximo a Palm Desert, na Califórnia quando sofre um acidente. Cinco motoristas param para socorrê-lo: Melville Crump, um dentista; Lennie Pike, um motorista de caminhão de mudanças; Dingy Bell e Benjy Benjamin, dois amigos a caminho de Las Vegas; e J. Russell Finch, um empreendedor da cidade de Fresno. Pouco antes de morrer, Grogan conta aos cinco homens que existem US$ 350 mil enterrados embaixo de "um grande 'W'" em algum lugar dentro do Parque Estadual de Santa Rosita perto da fronteira com o México.
De princípio, os motoristas tentam dialogar entre eles para tentar dividir o dinheiro, mas logo a ganância toma conta dos mesmos e todos decidem procurar o dinheiro por si próprios numa espécie de "caça ao tesouro". Sem o conhecimento destes, o Capitão Culpeper, Chefe de Detetives do Departamento de Polícia de Santa Rosita, se encarrega de cuidar do caso da fuga de Smiler Grogan na esperança de, ao resolvê-lo, finalmente poder se aposentar. Ao saber do acidente fatal, Culpeper suspeita que Grogan possa ter avisado sobre o dinheiro aos motoristas que o socorreram. Culpeper então, manda seus policiais, que apareceram no local do acidente logo após a morte de Grogan a qual ainda estavam o grupo de motoristas que tentaram acudir o bandido, vigiarem o bando a fim de descobrir seu destino. As suspeitas do Capitão Culpeper são confirmadas devido ao comportamento obsessivo dos personagens.
Todos os motoristas experimentam vários contratempos na busca pelo dinheiro. Crump e sua esposa, Monica, fretam um antigo avião usado na Primeira Guerra Mundial e, apesar das falhas do motor do mesmo, conseguem chegar a Santa Rosita, mas logo encontram-se trancados no porão de uma loja de ferragens após tentarem comprar instrumentos para cavar no local do "Grande 'W'" (sendo trancados inadvertidamente pelo dono da loja). Horas mais tarde, eles finalmente se libertam utilizando dinamite que o casal encontra no local para vendas.
Bell e Benjamin também fretam um avião, este mais moderno, de um clube de aviação, mas são acompanhados na viagem pelo rico piloto alcoólico, que bebe abusivamente durante o voo tornando-o inapto de continuar a voar. Os dois inexperientes personagens são forçados a voar e a aterrizar o avião eles próprios, após muitas horas de cômica agonia para o espectador.
Finch, sua esposa Emmeline, e sua sogra reclamona e inteiramente desagradável, Sra. Marcus, se envolvem em um acidente de carro com o caminhão de mudanças de Pike. Os três avistam o oficial do Exército Britânico, o tenente-coronel J. Algernon Hawthorne em seu Willys Jeep e o trio convence o britânico a levá-los até Santa Rosita. Depois de muitas discussões causadas pela Sra. Marcus, ela e Emmeline se recusam a ir até o local do dinheiro e Finch e Hawthorne resolvem abandoná-las na estrada em algum lugar perto do Yucca Valley.

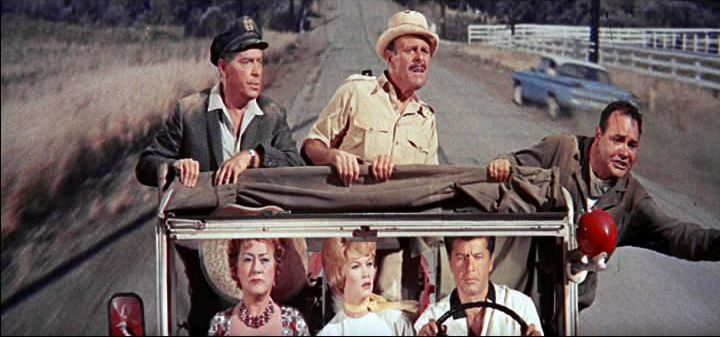
Cena do filme.

 Pike tenta pegar carona com o motorista Otto Meyer até Santa Rosita, mas o ganancioso Meyer o trai logo após Pike contar a história dos US$ 350 mil escondidos e o deixa na estrada sozinho rumando atrás do famigerado dinheiro. Possuindo apenas uma bicicleta de menina retirada de seu caminhão de mudanças depois do acidente com o carro de Finch, Pike decide ir até Santa Rosita utilizando-a. Alguns quilômetros a frente, Pike se encontra novamente com Otto em um pequeno posto de combustível e parte pra cima dele enfurecidamente, mas Meyer consegue convencer os proprietários do posto a deter Pike dizendo-lhes que ele é um louco mental. Após dominarem Pike, os donos do posto o prendem numa cadeira com fita isolante enquanto Meyer foge novamente em seu carro. Pike, contudo, consegue escapar da cadeira e começa a destruir furiosamente o pequeno posto de serviços. Após surrar os donos do local, Pike rouba um caminhão-reboque do posto e parte para Santa Rosita. No caminho, Pike encontra-se com a Sra. Marcus e Emmeline sozinhas na estrada após serem largadas por Finch e Hawthorne e decide dar carona a elas. Ao passarem em uma cidade chamada Plaster City, a Sra. Marcus telefona para seu filho Sylvester, que vive em Silver Strand Beach, perto de Santa Rosita, para ajudar na busca pelo dinheiro, mas um mal entendido faz com que Sylvester acredite que sua mãe está em apuros; ele, então, corre desesperadamente atrás dela pela estrada após a Sra. Marcus dizer onde ela e sua filha estavam.
Otto Meyer também experimenta suas próprias desventuras: ele afunda o seu carro quando tenta atravessar um rio numa estrada de terra e quase se afoga. Ele consegue roubar um carro de um outro motorista que passava na auto-estrada adiante, dizendo-lhe que ele (Meyer) está numa missão com a CIA. Enquanto isso, Culpeper e o departamento de polícia observam atentamente as atividades do bando. Nesse meio tempo, dois motoristas de táxi também entram na caça ao dinheiro em seus táxis amarelos quando realizam uma corrida para os outros personagens.
Posteriormente, todos os personagens chegam ao Parque Estadual de Santa Rosita aproximadamente na mesma hora e procuram pelo "Grande 'W'". Culpeper, então, decide ele mesmo ir ao parque vigiar a caça dos personagens. Emmeline, que não demonstra nenhum interesse pelos US$ 350 mil é a primeira a achar o "Grande 'W'", que é composto por quatro palmeiras que cresceram paralelas uma entre a outra formando um "W". Pike é o próximo a identificar o "W" e informa a todos os outros. Depois de todo mundo escavar embaixo das palmeiras, o dinheiro é finalmente encontrado dentro de uma maleta recheada de notas de dólares. Culpeper aparece e diz que todos precisam se entregar a polícia, pois o dinheiro é oriundo de um roubo. Após um longo diálogo, Culpeper convence o bando a se entregar prometendo que o júri será mais benevolente com todos do grupo.
No entanto, presumivelmente desiludido pela ganância e comportamento imprudente de tantas pessoas supostamente respeitadoras da lei durante o decorrer do dia, Culpeper agora decide pegar o dinheiro para si mesmo e fugir rumo ao México em seu carro para escapar de sua própria família disfuncional e uma carreira aparentemente desprezada como um policial honesto com uma pensão muito pequena. O grupo vê Culpeper fugir com o dinheiro, percebem o que está acontecendo e o persegue com os dois táxis que utilizaram para chegar até o parque. Quando o grupo acua Culpeper, este abandona seu veículo e entra em um edifício abandonado, sendo perseguido arduamente pelo grupo. Enquanto isso, o Chefe de Polícia Aloysius, que tinha (sem o conhecimento de Culpeper) chantageado o prefeito para triplicar a pensão de Culpeper, relutantemente, rasga os papéis da pensão e ordena a prisão do capitão.
Depois de uma longa sequência de perseguição, todos os onze homens acabam presos nas frágeis escadas laterais de emergência do prédio abandonado. A mala do dinheiro abre acidentalmente e o dinheiro cai em direção as ruas abaixo, onde os curiosos que observavam a perseguição começam a coletar desesperadamente as cédulas. Os bombeiros chegam para o resgate e içam uma escada em direção ao bando, apesar dos gritos de calma do bombeiro e que todos deveriam descer pela escada um de cada vez, a trupe agarra a escada desesperadamente, afetando seu funcionamento. O peso combinado de todos em cima da escada faz com que os bombeiros percam o controle dela; após diversos movimentos desequilibrados da escada, os homens do grupo são atirados para vários locais, ferindo seriamente os personagens a ponto de todos serem levados para o hospital imediatamente.
O grupo, agora internado na ala do hospital em um quarto, critica Culpeper por tentar roubar o dinheiro; o capitão responde que sua vida se tornou ainda pior do que antes devido à sua tentativa de roubo. A Sra. Marcus, acompanhada por Emmeline e Monica, entra, começa a repreender a todos no quarto, mas logo escorrega em uma casca de banana jogada por um dos personagens. Todos os homens começam a rir histericamente, terminando o filme.

## Elenco

### Elenco principal
- Spencer Tracy como Captão T.G. Culpeper
- Edie Adams como Monica Crump
- Milton Berle como J. Russell Finch
- Sid Caesar como Melville Crump
- Buddy Hackett como "Benjy" Benjamin
- Ethel Merman como Srª. Marcus
- Dorothy Provine como Emmeline Marcus-Finch
- Mickey Rooney como Ding Bell
- Dick Shawn como Sylvester Marcus
- Phil Silvers como Otto Meyer
- Terry-Thomas como Tenente Coronel J. Algernon Hawthorne
- Jonathan Winters como Lennie Pike

### Elenco de apoio
- Eddie "Rochester" Anderson como um dos taxistas
- Jim Backus como Tyler Fitzgerald, o proprietário do clube de avião
- William Demarest como Aloysius, Chefe do Departamento de Polícia de Santa Rosita
- Jimmy Durante como "Smiler" Grogan, o ladrão que enterrou o dinheiro.
- Peter Falk como um dos taxistas
- Paul Ford como o Coronel Wilberforce

### Aparições ao longo do filme
- Jack Benny ... homem dirigindo um Cadillac Fleetwood de 1931 (não creditado)
- Paul Birch .... policial de Santa Rosita na intersecção
- Ben Blue ... piloto do avião biplano vintage
- Joe E. Brown .... oficial da união dando um discurso em um canteiro de obras
- Alan Carney .... sargento do departamento de polícia de Santa Rosita
- Chick Chandler .... policial na estação de serviço Ray & Irwin
- Barrie Chase .... mulher que dança de biquíni, esposa do Sylvester (não creditada)
- John Clarke .... piloto de helicóptero
- Stanley Clements .... repórter local na delegacia (não creditado)
- Lloyd Corrigan .... prefeito de Santa Rosita
- Howard Da Silva .... policial no aeroporto
- Andy Devine .... xerife do condado de Crockett, Califórnia
- Selma Diamond .... Ginger Culpeper, esposa do capitão Culpeper (apenas voz)
- Minta Durfee .... mulher na multidão (não creditada)
- Roy Engel .... oficial do departamento de polícia de Santa Rosita no cruzamento (não creditado)
- Norman Fell .... detetive chefe
- James Flavin .... patrulheiro das encruzilhadas (cena deletada)
- Stan Freberg .... vice-xerife do Condado de Crockett
- Nicholas Georgiade .... detetive secundário
- Louise Glenn .... Billie Sue Culpeper, filha do capitão Culpeper (apenas voz)
- Leo Gorcey .... motorista de táxi trazendo Melville e Monica para a loja de ferragens
- Stacy Harris .... unidade de voz de rádio da polícia F-7 (somente de voz) e como detetive fora da loja de hardware do Sr. Dinkler (cena não credenciada)
- Don C. Harvey .... oficial do departamento de polícia de Santa Rosita (não creditado)
- Sterling Holloway .... bombeiro do departamento de bombeiros de Santa Rosita
- Edward Everett Horton .... Sr. Dinkler, dono da ferreteria
- Allen Jenkins .... policial (não creditado)
- Marvin Kaplan .... co-proprietário da estação de serviço Ray & Irwin
- Robert Karnes .... Sammy um oficial do departamento de polícia de Santa Rosita em helicóptero (não creditado)
- Buster Keaton .... Jimmy, amigo do barqueiro de Culpeper
- Tom Kennedy .... um policial de trânsito de Santa Rosita (não creditado)
- Don Knotts ....  motorista nervoso
- Charles Lane .... gerente do aeroporto
- Harry Lauter .... despachante da polícia do Departamento de Polícia de Santa Rosita (não creditado)
- Ben Lessy .... George, o mordomo (não creditado)
- Bobo Lewis .... esposa do piloto do avião biplano vintage (não creditada)
- Jerry Lewis .... motorista biruta que propositalmente passa por cima do chapéu de Culpepper (não creditado)
- Mike Mazurki .... mineiro trazendo medicamentos para sua esposa
- Charles McGraw .... tenente Mathews do departamento de polícia de Santa Rosita
- Tyler McVey .... uma voz de rádio da polícia (apenas voz, cena não credenciada)
- Cliff Norton .... repórter
- ZaSu Pitts .... Gertie, o operador da central da divisão central do departamento de polícia de Santa Rosita
- Carl Reiner .... controlador da torre do aeroporto Rancho El Conejo
- Madlyn Rhue .... secretária Schwartz do departamento de polícia de Santa Rosita
- Roy Roberts .... policial fora da garagem da Ray & Irwin
- Eddie Ryder .... membro do pessoal da torre de controle de tráfego aéreo do Rancho El Conejo (não creditado)
- Arnold Stang .... co-proprietário da estação de serviço Ray & Irwin
- Nick Stewart .... motorista imigrante afroamericano jogado pra fora da estrada
- Os Três Patetas (Moe, Larry e Curly) .... bombeiros no aeroporto do Rancho El Conejo
- Sammee Tong .... dono da lavendaria
- Doodles Weaver ....  funcionário da Dinkler Hardware Store (não creditado)
- Lennie Weinrib .... uma voz na rádio policial e como bombeiro (apenas voz)
- Jesse White .... controlador de tráfego aéreo do Rancho El Conejo

### Notas sobre o elenco

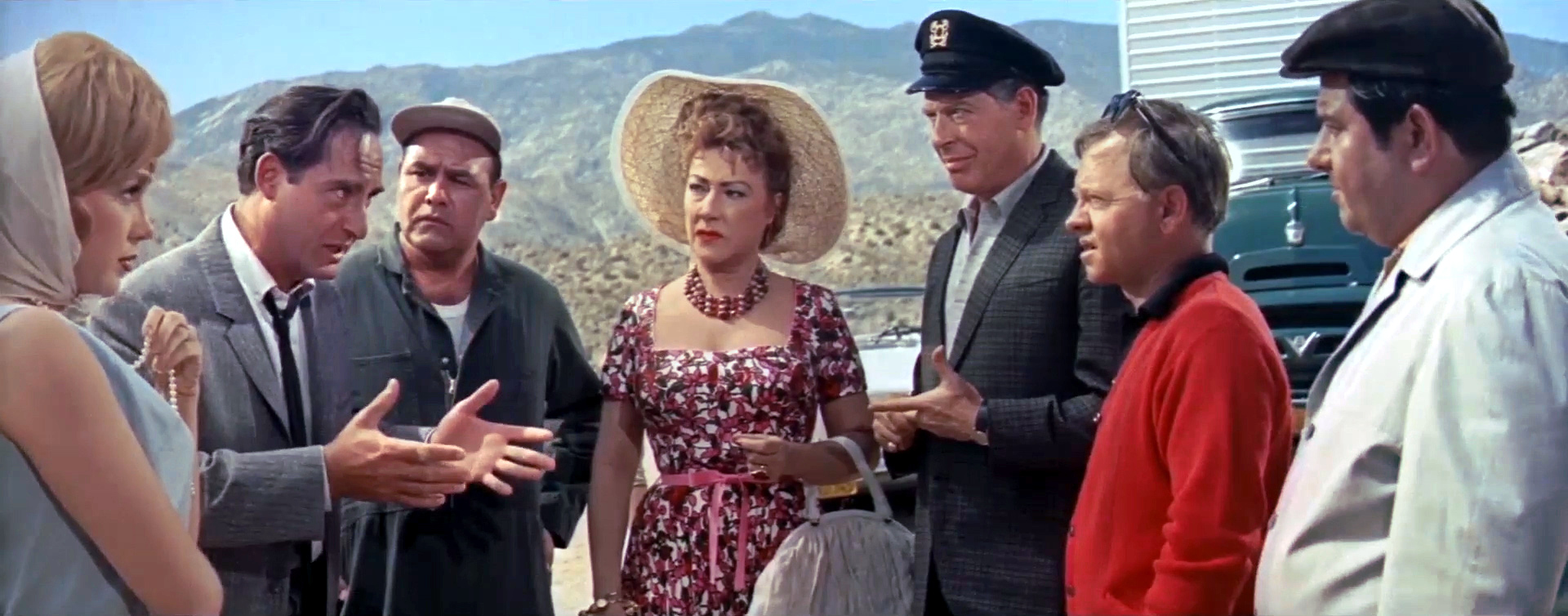
Da esquerda para a direita: Edie Adams, Sid Caesar, Jonathan Winters, Ethel Merman, Milton Berle, Mickey Rooney e Buddy Hackett. Cena onde os personagens param em um local na estrada para discutir sobre o dinheiro.